# Lasiurus borealis
El murciélago colorado (Lasiurus borealis)  es un quiróptero de mediano tamaño que se alimenta de insectos. Muy ágil en el vuelo, atrapa a sus presas en el aire (principalmente coleópteros y dípteros)

## Descripción
Presenta un pelaje marrón-rojizo, con una longitud alar de unos 11 cm.  Es un animal solitario que no habita en colonias.

## Distribución
Desde el sur de Canadá hasta Bermuda. Los encontrados en Sudamérica son considerados ahora otra especie diferente.